# 中国会计学会
中国会计学会是中华人民共和国会计科学工作者组成的全国性、学术性、非营利性社会团体，1980年1月在广东省佛山市成立。